# Johann Martin Chladni
Johann Martin Chladni (ur. 17 kwietnia 1710 w Wittenberdze, zm. 10 września 1759 w Erlangen) – niemiecki teolog luterański i historyk. 
Wykładowca teologii, poetyki i retoryki. W 1756 został prorektorem Erlanger Universität. Jeden z pierwszych przedstawicieli niemieckiej hermeneutyki. Dzięki tym badaniom hermeneutyka wyodrębniła się z działu Logiki i retoryki, stając się samodzielną dyscypliną.

## Twórczość
- Einleitung zur richtigen Auslegung vernünftiger Reden und Schriften, Lipsk (1742),
- Logica praetica. Ib (1742),
- Logica sacra Ib. (1745),
- Kleine Sammlung von Betrachtungen, Erlangen (1749),
- Nova philosophia disinitiva, Lipsk (1750),
- Opuscula academica varii generis, Lipsk (1750),
- Nova philosophia definitiva. IB (1750),
- Theologische Nachforscher…, Erlangen (1757)

## Literatura
- Hans Proesler: Chladenius als Wegbereiter der Wissenssoziologie, KZfSS (Kölner Zeitschrift für Soziologie und Sozialpsychologie) 6 (1954) 617–622.
- C. Friederich: Johann Martin Chladenius: Die Allgemeine Hermeneutik und das Problem der Geschichte, in: Ulrich Nassen (Hrsg.), Klassiker der Hermeneutik, Paderborn 1982, S. 43–75.
- Friedrich Gaede: Chladenius und die Folgen – Einwände zur hermeneutischen Diskussion. In: Digressionen – Wege zur Aufklärung – Festgabe für Peter Michelsen. Hg. v. G. Frühsorge, K. Manger, F. Strack. Heidelberg: C.Winter 1984.